# Фридман, Марсель
Марсе́ль Фридма́н (фр. Marcel Frydman; 15 октября 1931, Париж — 13 апреля 2015, Ножан-сюр-Марн, департамент Валь-де-Марн, Франция — французский предприниматель, основатель крупнейшей европейской парфюмерной розничной сети Marionnaud.

## Биография
Марсель Фридман происходит из небогатой еврейской семьи, переехавшей в 1930-х годах из Польши во Францию. Отец Марселя погиб в нацистском концентрационном лагере Аушвиц, мать также была убита нацистами. Самому Марселю и его сестре Бетти удалось пережить Холокост благодаря Марии Эдвардс.
В юности был близок к Французской коммунистической партии, работал ликвидатором торговых предприятий.
В 1984 году купил своей скучающей жене испытывавший финансовые трудности парфюмерный магазин в парижском пригороде Монтрёй. За год предприятие стало прибыльным, и в 1985 году был куплен второй магазин, в Париже. К 1992 году у компании было уже 16 магазинов. В 1995 году приобрёл у Бернара Марионно созданную им торговую сеть из полутора десятков парфюмерных магазинов, а также право на использование торговой марки Marionnaud. В 1998 году руководимая Марселем Фридманом компания провела IPO своих акций на Парижской бирже — рост стоимости акций за 1999 год составил 56 %, в 2000 году — 120 %. Компания продолжала скупать сети конкурентов, в результате, в начале 2000-х годов контролировала около 30 % французского розничного рынка косметики и занимала уверенное второе место, пропуская вперёд лишь компанию Sephora. У компании в тот момент было 1231 бутика в 15 странах Европы и Магриба, Фридман планировал экспансию в Россию и Китай. 9000 сотрудников компании называли его «папочкой», а сам президент компании увлекался лошадьми и проводил скачки в США.

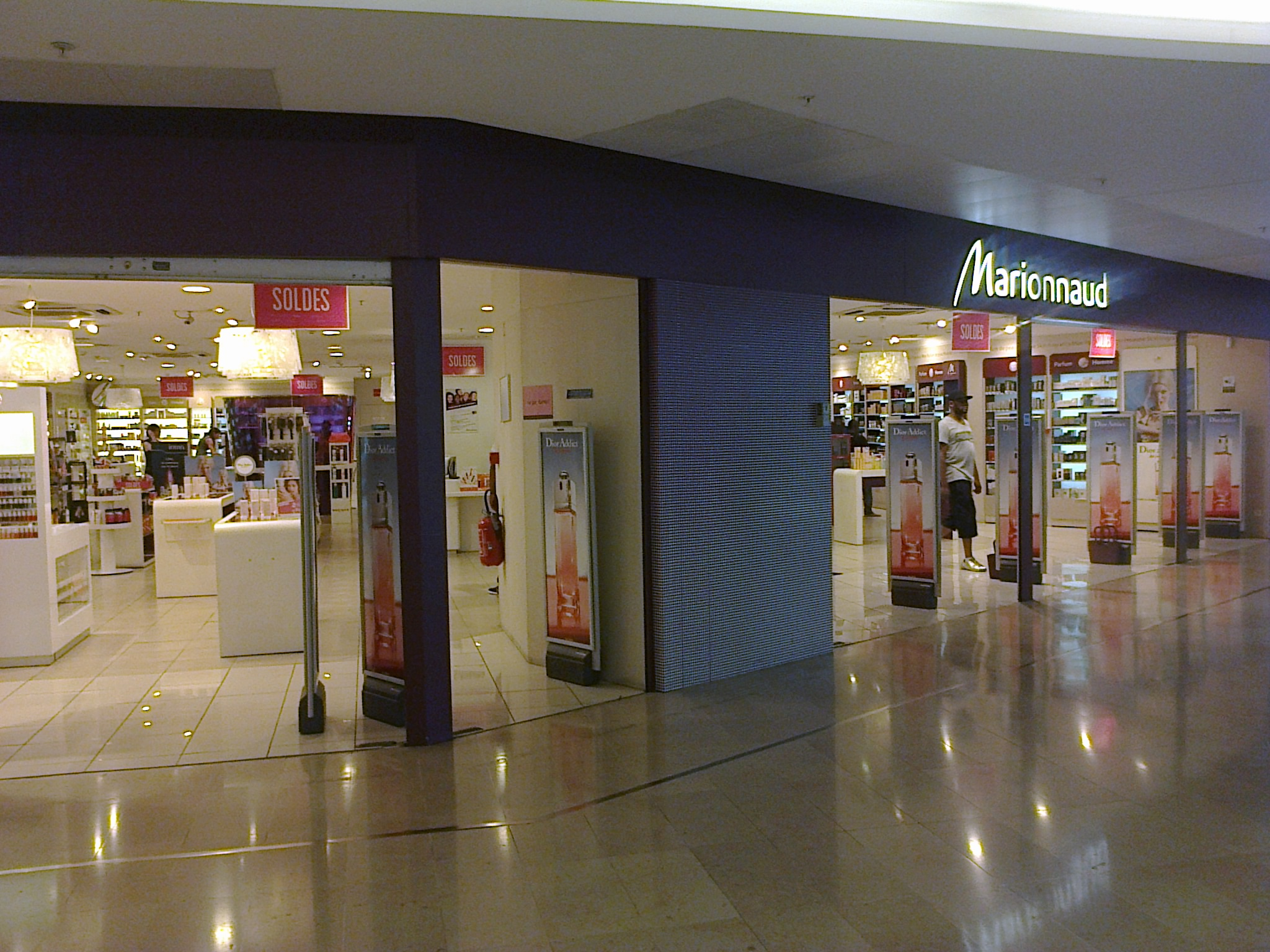
Магазин Marionnaud в парижском торговом центре.

Ситуация резко изменилась в конце 2004 года. Стало известно об искажении финансовой отчётности в 2002—2004 годах, выразившимся в существенном завышении прибыльности бизнеса, в то время как реальные убытки компании составили 78 миллионов евро только за первое полугодие 2004 года. В январе 2005 года компания была продана китайскому миллиардеру Ли Кашину за 45 миллионов евро.
Против бывшего президента компании Marionnaud Марселя Фридмана, а также генерального директора Жерара Фридмана (сына Марселя) и главного бухгалтера Лоррана Ферре были выдвинуты тяжёлые обвинения в финансовом подлоге в 2000 и 2003 годах. В июле 2007 году Марсель Фридман был признан виновным и приговорён к штрафу в 1 000 000 евро, а его сын Жерар — к штрафу в 500 000 евро. В феврале 2009 года Марсель Фридман получил второй, существенно более строгий приговор за манипуляцию с отчётностью компании в 2003 и 2004 годах — штраф в размере 5 000 000 евро.
Он скончался в ночь с 12 на 13 апреля 2015 года в возрасте 83 лет.